# Langis
Der Langis ist ein Fluss in Frankreich, der im Département Cher in der Region Centre-Val de Loire verläuft. Er entspringt im Gemeindegebiet von Soulangis, entwässert generell in südwestlicher Richtung und mündet nach rund 19 Kilometern im Gemeindegebiet von Bourges als rechter Nebenfluss in die Yèvre. In seinem Mündungsabschnitt durchquert der Langis das weit verzweigte Feuchtgebiet Marais de Bourges, das heute für verschiedene Freizeitaktivitäten genützt wird.

## Orte am Fluss
(Reihenfolge in Fließrichtung)
- Soulangis
- Saint-Michel-de-Volangis
- Saint-Germain-du-Puy
- Bourges